# Meyer Goldschmidt
Meyer Goldschmidt (* ca. 1650 in Stadthagen; gest. 18. Februar 1736 in Møllegade, Kopenhagen) war Gründer der jüdischen Gemeinde und Hofjuwelier in Kopenhagen.

## Leben

### Frühes Leben
Meyer HaLevy Stadthagen-Oppenheim-Goldschmidt (auch: Mejr Segal Goldschmidt Stadthagen) wurde in Stadthagen als Sohn des Moses Kramer HaLevy Stadthagen-Goldschmidt, auch Moshe bar Baruch Daniel Shmuel Halevi (* vor 1620, wohl in Fulda; ✡ 1. März 1670 in Stadthagen) und der Gutel Meyer (* um 1625 in Fulda; gest. 29. Juli 1669 in Stadthagen), einer Tochter des Meyer Wallich aus Minden, geboren. Für eine kurze Übergangszeit lebte er in Oppenheim und ging dann nach Altona zu seinem Bruder Joseph HaLevy Joost Goldtschmit-Stadthagen (1646–1699), der dort Gemeindevorsteher geworden war und 1675 Elkele Pinkerle, eine jüngere Schwester der Glikl von Hameln, geheiratet hatte.
Zeitweise ließ Meyer Goldschmidt sich auch in Hamburg nieder, Von dort übersiedelte er nach Kopenhagen, wo er vorerst als Tabakspinner tätig war. Mit Hilfe des aus Köthen stammenden Hofjuweliers Israel Salomon Levy, der in Altona lebte, aber seit 1681 freien Zugang zu Dänemark hatte, konnte Meyer Goldschmidt mit königlicher Duldung vom 6. Oktober 1683 dauerhaft in Dänemark bleiben. Er gilt als einer der ersten aschkenasischen Händler aus Altona, die sich in Kopenhagen niederließen, nachdem sephardische Juden schon seit einer königlichen Deklaration vom 19. Januar 1657 im ganzen Königreich Handel treiben durften.

### Gründung der Gemeinde und des Friedhofs in Kopenhagen
Am 16. Dezember 1684 erhielt er die Erlaubnis, in seinem Hause religiöse Zeremonien, aber vorerst keine Predigten, durchzuführen, was als Gründungsakt der Gemeinde in Kopenhagen angesehen wird. Erster Rabbiner in der wachsenden Gemeinde von Meyer Goldschmidts sogenannter Deutscher Synagoge war Abraham Salomon aus Mähren (* um 1687, ▭ 1700 Møllegade), ein anderer Berendt Jacob (gest. 1749, Schwiegersohn des Abraham Cantor).
Goldschmidt kaufte im Sommer 1694 zusammen mit Axel Cantor (Tabakspinner 1682), Abraham Cantor (aus Hildesheim) und Ruben Fürst das erste der Grundstücke für den Friedhof Møllegade (Mühlenstraße), das damals noch außerhalb des Stadtteils Nørrebro lag. Auf der ersten Grabstelle war bereits 1693 der junge Juwelenhändler David Israel bestattet worden. Nach dem Tod des Hofjuweliers Israel Salomon Levy (September 1695 in Altona) wurde Meyer Goldschmidt um 1699 dessen Nachfolger als Hofjuwelier.
Um 1699 war Goldschmidt offenbar ein bekannter Mann in Kopenhagen und fiel unter die Zuständigkeit des Landgerichts, als er eines Tages dem Stadtvogt meldete, dass eine arme Frau in sein Haus eingedrungen sei und gefragt habe, ob hier nicht ein reicher jüdischer Händler wohne, dem sie ihr Kind verkaufen könne. Sie habe gehört, dass Juden rituell das Blut von Kindern nutzten. Er ließ die Frau festnehmen und sie wurde zu einer Strafe am Pranger verurteilt, dann aber zum Dienst in einem Waisenhaus begnadigt.

### Konflikte mit Josef Meyer Levin
Goldschmidt wurde durch königliche Bewilligung vom 9. September 1699 zusammen mit seinem Bruder Just Goldschmidt, seinem Schwiegersohn Henrik Chajim Fürst und seinem Sohn Moses Mejr Goldschmidt von allen Steuern und Abgaben gegen eine freiwillige Jahresgebühr (Schutzpfennige) an die königliche Schatzkammer befreit. So verschaffte er den deutschen Juden mehrere Privilegien. Zudem gab Goldschmidt dem König langfristige Kredite. Zu Beginn des Nordischen Krieges im April 1700 gab er, mitsamt der jüdischen Gemeinde, dem König Kriegsanleihen, die im Juni 1703 zurückgezahlt wurden. Am 20. Oktober 1710 folgte er einer weiteren Aufforderung, finanziell zur Fortsetzung des Krieges beizutragen.

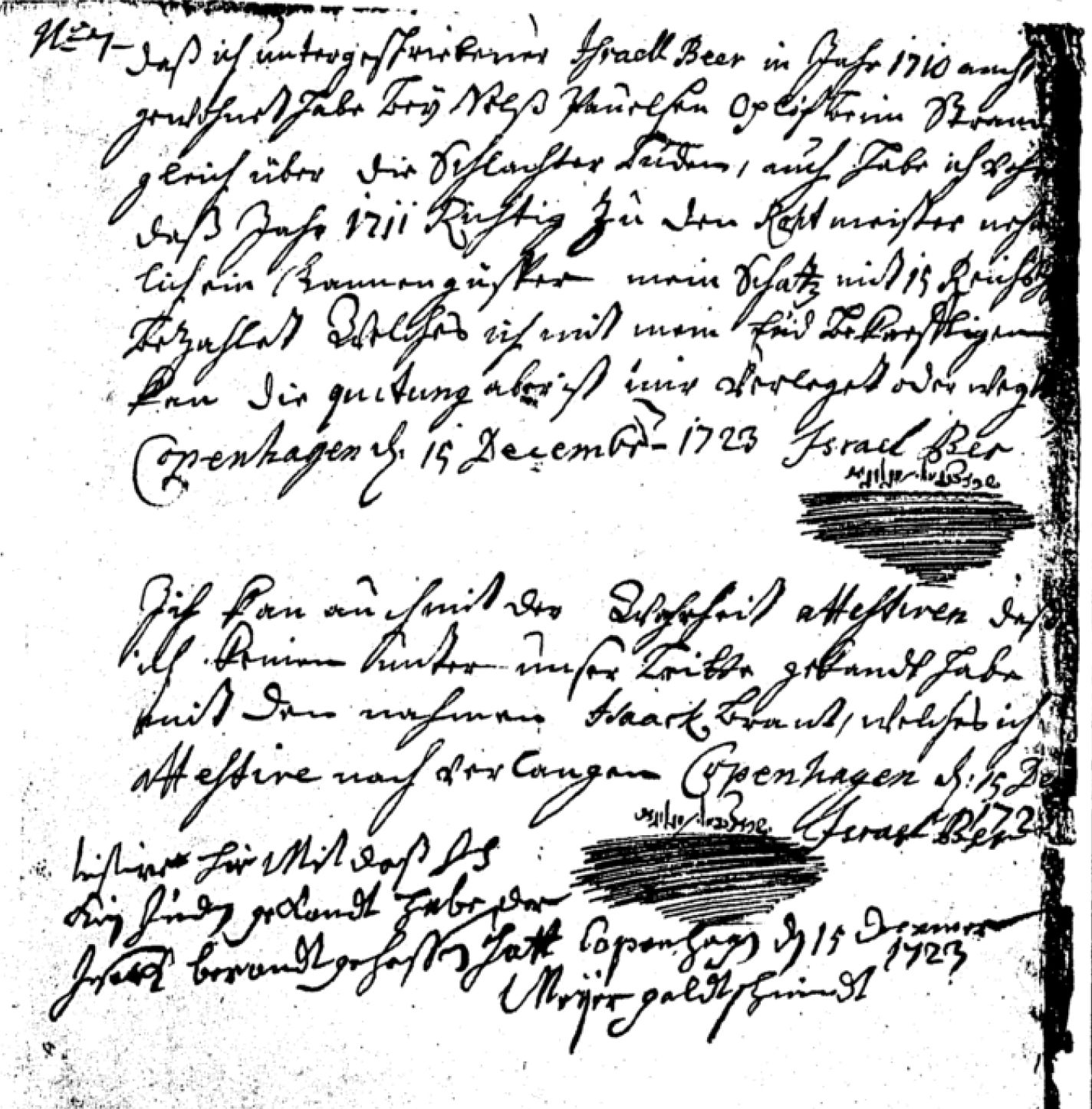
Unterschrift des Meyer Goldschmidt, 1723

Goldschmidt und seine Familie schienen eine Art Vormachtstellung gegenüber den übrigen aschkenasischen Juden erlangt zu haben, was um 1722 in gerichtlichen Konflikten mit dem Kreis um Josef Meyer Levin (gest. 11. September 1738) gipfelte. Die askenasische Familie Levin besuchte aus Protest die sephardische Synagoge statt Meyer Goldschmidts Synagoge und trug nicht zu den Jahresabgaben an den König bei. Zudem zog sie Gemeindemitglieder in ein eigenes Lehrhaus ab. Im November 1724 erging ein Urteil zu Gunsten Goldschmidts, und Levin wurde zu hohen Geldstrafen verurteilt. Der König entschied aber am 31. Mai 1726 andererseits, dass Levin in seiner Schule nicht nur seinen Vater, seine Brüder und Schwäger, sondern auch deren Diener unterrichten durfte, und dass er einen Schulmeister halten musste. Zwei Jahre später kam es zu neuen Streits wegen Heiraten, Begräbnissen, Exkommunikation usw. mit Levins Familie.

### Überdauern von christlichen Konversionsbestrebungen und Großbrand 1728
In einem Brief vom 17. Januar 1725 „von der Jüdischen Gemeinn von Meyer Goldschmidts Synagoge“ bat Goldschmidt den König  Friedrich IV. um Erlaubnis, auch christliche Diener einstellen zu dürfen, was nicht gebilligt wurde. Am 20. Mai 1728 wurden die Ältesten der Juden in die „Vaisenhuset-Kapelle“ einberufen, wo ihnen der Geheimrat Johann Georg von Holstein im Namen des Königs befahl, die Juden der Reihe nach in derselben Kirche eintreffen zu lassen. Dort sollten die Pastoren der St.-Petri-Kirche, Henrik Dürkop und Mathias Schreiber, versuchen, sie zur Konversion zu bewegen, indem sie „in Sanftmut“ vernünftige Fragen stellen. Am 7. September erbaten Meyer Goldschmidt, Meyer Levin und Berendt Jakob jedoch im Namen der „ganzen jüdischen Nation“ um Freistellung von dieser Prozedur.
Goldschmidt verlor durch den dreitägigen Großbrand von Kopenhagen bis 23. Oktober 1728 einen bedeutenden Teil seines Vermögens, was seine Stellung aber kaum schmälerte. Bis 1732 war die Synagoge in seinem Haus Badstuestræde 20 untergebracht und hatte erst danach ihren Sitz in gemieteten Räumlichkeiten in der Læderstræde, sodann bis 1795 in der Læderstræde Nr. 11.
Als Vorsteher und Ältester der Gemeinde und Hofjuwelier des Königs Friedrich IV. wurde Goldschmidt wohlhabend und lebte auf Slotsholmen im Herzen Kopenhagens. Er starb am 18. Februar 1736 in Kopenhagen. Auf dem Friedhof in Møllegade befindet sich sein Grabstein, der aber heute unleserlich ist.

## Familie
Meyer Goldschmidt heiratete Breine  Fürst (gest. 15. Juli 1728 in Kopenhagen, beigesetzt in Møllegade), die wohl Tochter des ebenfalls in Kopenhagen agierenden Juweliers und Tabakhändlers Samuel/Schmuel ben Chajim Fürst (gest. 1700 in Altona) war. Mit ihr hatte er mehrere Kinder:
- Judith Gitl Goldschmidt (▭ 1743 in Møllegade), ⚭ 1693 Geldwechsler und Hofjuwelier Henrik Chaim Fürst (* Hamburg; gest. 5. Juli 1732 Kopenhagen), 2 Söhne und mehrere Töchter mit zahlreichen Nachfahren[19]
  - Samuel Henrik Fürst (▭ 25. Februar 1763 in Møllegade), Kaufmann in Kopenhagen
  - Anna Fürst, ⚭ Kaufmann Hein Hameln-Goldschmidt (gest. 1742 in Kopenhagen)
    - Elias Hein Goldschmidt[20]

  - Judith Fürst (* 1702 Altona; lebt 1763 in Stockholm), ⚭ Diamantschleifer Carl Gottlob Neumann (* 1705, Konversion 1750, zuvor Moses Jacob Schiff), 1751 Tee- und Porzellanhändler in Kopenhagen
    - Johan Christian Neumann

  - Freude Fürst (gest. 1734 Kopenhagen), ⚭ Aron Bendix Goldschmidt (gest. 1742 Kopenhagen)
- Moses Meyer Goldschmidt (▭ 19. Juni 1731 in Kopenhagen) Kaufmann ebd., ⚭ Särche Cleve (* Hamburg; gest. 15. Oktober 1743 in Kopenhagen, Tochter des Heymann Chajim Cleve-Gomperz)
  - Magnus Goldschmidt, ⚭ Edel Halle
  - Juda Loeb Levin Goldschmidt (gest. 17. Januar 1770 in Altona); ⚭ Miriam Breine[21]
    - Chaim Levin Kopenhagen, auch Heymann Levin Goldschmidt (* ca. 1723 in Kopenhagen; gest. 5. Dezember 1811 ebd.), Kaufmann[22], dänischer Bürger 1762
      - Breine; I ⚭ Nathan Moses Fredericia (gest. 1784) Inhaber Firma Hertz & Nathan Moses
- Rachel Roesche Goldschmidt (gest. 17. November 1742), ⚭ Moses Magnus Cleve, Kaufmann in Altona
- Levin Mejer Goldschmidt (* in Kopenhagen), ⚭ Frankfurt am Main, vor 1712, Edel Kulp (* ebd.), später Kaufmann in Kopenhagen (Diplom vom 21. Oktober 1712)

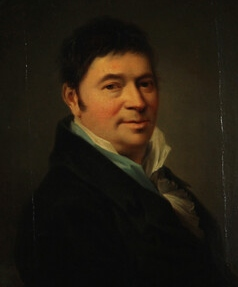
Isaac Adler

  - Isaac Adler Judith Goldschmidt, ⚭ Moses Nathan Hertz
    - Rachel (Marie) Hertz (1754–31. Januar 1818 in Kopenhagen), ⚭ ebd. 9. September 1799 Isaac David Adler (* 1759 in Altona; gest. 18. Mai 1812 in Kopenhagen), ab 1786 Inhaber mehrerer Handelsgeschäfte und zeitweise Synagogenvorsteher in Kopenhagen[21]
- Roesel Kroendel Goldschmidt (auch: Roesel Stadthagen), ⚭ Kopenhagen, Joseph Hameln-Goldschmidt (* 1685; gest. 1734 in Kopenhagen, Sohn der Glikl von Hameln und des Chaim Hameln-Goldschmidt)
  - Roeschen Goldschmidt, ⚭ Isaak Salomonsen (* 1723 in Kopenhagen; gest. 1800 ebd.)